# 垒壁阵十
垒壁阵十，即双鱼座29（29 Psc）是双鱼座的一颗恒星，视星等为+5.11，距离地球约450光年。